# تقسية بالحث
التقسية بالحث هو نوع من أنواع التقسية السطحية حيث يتم فيه تسخين الجزء المعدني سريعا بطريقة التسخين بالحث ثم ترويته (تبريده سريعا). حيث يخضع المعدن المروي لعملية تحول مارتينزيه، مما يزيد من صلادة وهشاشة الجزء. تُستخدم التقسية بالحث لتقسية وتصليب مناطق معينة أو خارجية من الجزء أو التجميع دون التأثير على خصائص الجزء ككل.

## العملية
التسخين بالحث هو عملية تسخين غير تلامسية تستخدم مبدأ الحث الكهرومغناطيسي لإنتاج الحرارة داخل الطبقة السطحية للشغلة المطلوب تقسيتها. من خلال وضع مادة موصلة في مجال مغناطيسي متناوب قوي، يمكن جعل التيار الكهربائي يتدفق في المادة وبالتالي إنتاج حرارة، وفي المواد المغناطيسية يتم توليد المزيد من الحرارة أسفل نقطة كوري بسبب خسائر التباطؤ . يتدفق التيار المتولد في الغالب في الطبقة السطحية، ويملي عمق هذه الطبقة بتردد المجال البديل، وكثافة الطاقة السطحية، ونفاذية المادة، ووقت الحرارة وقطر الشريط أو سمك المادة. عن طريق إخماد هذه الطبقة المسخنة في الماء أو الزيت أو إخماد البوليمر ، يتم تغيير الطبقة السطحية لتشكيل بنية مارتينزية أقسى وأصلب من المعدن الأساسي.

### المميزات
1. عملية سريعة، لا يلزم وقت للانتظار، وبالتالي المزيد من معدل الإنتاج
2. لا تغير في الحجم أو إزالة كربنة
3. أكثر عمقا للتقسية يصل إلى 8 مم
4. تصلب انتقائي لأجزاء معينة في القطعة
5. مقاومة عالية للتلف والتعب

### التطبيقات
تنطبق العملية على المواد المغناطيسية الموصلة للكهرباء مثل الفولاذ.
يمكن معالجة القطع المعدنية الطويلة مثل المحاور.